# Tim Drummond
Pour les articles homonymes, voir Drummond.
Tim Drummond est un bassiste et percussionniste américain, né le 20 avril 1940 dans l'Illinois et mort le 10 janvier 2015 dans le Comté de Saint Louis.
Durant sa carrière, Drummond participe à l'enregistrement de plusieurs albums de Neil Young, Bob Dylan et Ry Cooder. Il accompagne de nombreux musiciens sur scène ou en studio, dont James Brown, JJ Cale et Miles Davis.

## Biographie
Tim Drummond est né à Bloomington ou à Canton selon les sources,. Il joue de la guitare dans son premier groupe avant d'adopter la guitare basse pour accompagner le chanteur Conway Twitty. Le musicien s'installe à Cincinnati. Il joue notamment avec Lonnie Mack et Hank Ballard, puis rejoint le groupe de James Brown, qu'il accompagne en tournée à travers le monde. Il vit ensuite à Nashville, où il travaille comme musicien de studio pour des artistes jouant du rhythm and blues, comme Joe Simon (en) et Fenton Robinson, et des musiciens country, dont Jimmy Buffett et Charlie Daniels,.
Tim Drummond fait partie des Stray Gators, le groupe accompagnant Neil Young sur son album Harvest. En 1973, il prend part à la tournée Time Fades Away. Drummond joue sur tous les albums du chanteur réalisés entre 
On the Beach et Hawks and Doves, sortis respectivement en 1974 et 1980. Au cours des années 1980, il fait partie des International Harvesters et des Shocking Pinks, de nouvelles formations assemblées par Neil Young. En 1992, il participe à l'enregistrement de l'album Harvest Moon avec les autres membres des Stray Gators.
Tim Drummond fait la connaissance de Bob Dylan en 1974 durant une tournée de Crosby, Stills, Nash and Young. Entre 1979 et 1981, le bassiste accompagne Dylan en studio sur les albums Slow Train Coming, Saved et Shot of Love, qui composent sa « trilogie chrétienne ». Drummond joue également sur plusieurs disques de Ry Cooder. Au cours de sa carrière, il travaille avec d'autres musiciens, comme les Beach Boys, John Lee Hooker, JJ Cale, ou encore Miles Davis.

## Discographie
- 1972 : JJ Cale, Naturally
- 1972 : Neil Young, Harvest
- 1973 : Graham Nash, Wild Tales
- 1974 : Neil Young, On the Beach
- 1977 : Neil Young, American Stars 'n Bars
- 1977 : Crosby, Stills & Nash, CSN
- 1979 : Bob Dylan, Slow Train Coming
- 1980 : Neil Young, Hawks & Doves
- 1980 : Bob Dylan, Saved
- 1981 : Bob Dylan, Shot of Love
- 1983 : Neil Young, Everybody's Rockin
- 1983 : JJ Cale, #8
- 1985 : Neil Young, Old Ways
- 1990 : JJ Cale, Travel-log
- 1990 : John Lee Hooker, Taj Mahal, Miles Davis, B.O.F. The Hot Spot
- 1992 : JJ Cale, Number 10 (titre Jailer)
- 1992 : Eric Clapton, Rush
- 1993 : Neil Young, Unplugged
- 1994 : JJ Cale, Closer to You
- 2011 : Neil Young, A Treasure
- 2019 : JJ Cale, Stay Around